# Röd solhatt
Röd solhatt (Echinacea purpurea), är en art i familjen korgblommiga växter. Den växer naturligt i sydöstra Kanada och östra USA. Arten är vanlig som prydnadsväxt i svenska trädgårdar.

## Beskrivning
Röd solhatt är en flerårig ört med fibrösa rötter. Plantan blir 50–120 cm hög och är oftast helt hårig, men ibland kal. Stjälkarna är oftast brunaktigt gröna. De basala bladen har 3–5 nerver, de är äggrunda till smalt lansettlika och blir 5–30 cm långa, samt 5–12 cm breda. Bladbasen är vanligen rundad eller hjärtlik och bladkanten sågad till tandad, mer sällan helbräddad. Kantblommorna är rosa till purpur, utstående eller något böjda, 3–8 cm långa. Diskblommorna är grönaktiga till rosa eller purpur i den annars orangeröda disken.

## Medicinsk användning
Extrakt från blomman används som verksam ingrediens i många naturläkemedel mot förkylning och har även sin motsvarighet i  läkekonsten hos den ursprungliga amerikanska befolkningen. Den medicinska effekten är dock omstridd. En del studier visar på effekt, medan andra visar att extraktet troligen saknar medicinsk effekt.

## Synonymer
Röd solhatt kallas även röd rudbeckia på svenska.
Vetenskapliga synonymer är:
Brauneria purpurea (Linné) Britton
Echinacea intermedia Lindl. ex Paxton
Echinacea purpurea (Linné) Moench
Echinacea purpurea var. serotina (Sweet) L.H.Bailey
Echinacea serotina (Sweet) D.Don ex G.Don
Echinacea serotina de Candolle
Echinacea speciosa Paxton
Rudbeckia hispida Hoffmanns.
Rudbeckia intermedia Lindley ex Paxton
Rudbeckia purpurea Linné
Rudbeckia purpurea var. serotina (Sweet) Nuttall
Rudbeckia serotina Sweet
Rudbeckia speciosa Link nom. inval.